# 高洪 (日本研究专家)
高洪（1955年—），辽宁沈阳人，中国日本研究学者，第十三届全国政协委员、中华日本学会会长、中国社会科学院日本研究所研究员。曾任中国社会科学院日本研究所所长。
1993年毕业于中国社会科学院研究生院（哲学博士）。研究方向为日本近现代政治史、当代日本政治与中日关系等。著有《日本政党制度论纲》、《日本政府与政治》等，主持多项国家级重大研究课题。